# Shūji Matsuno
Shūji Matsuno (jap. 松野 修二, Matsuno Shūji; * 11. September 1963 in der Präfektur Yamanashi) ist ein ehemaliger Badmintonspieler aus Japan.

## Werdegang
Matsuno qualifizierte sich im Herrendoppel mit Shinji Matsuura für die Olympischen Sommerspiele 1992 in Barcelona. In der ersten Runde gewannen beide gegen die Südafrikaner Nico Meerholz und Anton Kriel mit 2:0 Sätzen. In der folgenden Runde siegten sie gegen Chan Siu Kwong und Ng Pak Kum aus Hongkong ebenso deutlich in zwei Sätzen. Im Viertelfinale unterlagen sie Razif Sidek und Jalani Sidek aus Malaysia mit 5:15 und 4:15, so dass am Ende Platz 5 zu verzeichnen war.
National waren beide im Doppel 1983 und 1985 bis 1992 erfolgreich. Matsuno gewann zusätzlich noch das Herreneinzel 1989 und 1991.
1988 wurden Matsuno und Matsuura Dritte bei den Olympischen Spielen, wo Badminton als Vorführsportart durchgeführt wurde.